# Milton of Balgonie
Milton of Balgonie (anhörenⓘ) ist eine Ortschaft in der schottischen Council Area Fife. Sie liegt rund acht Kilometer nordöstlich von Kirkcaldy und 22 Kilometer südwestlich von St Andrews am linken Ufer des Leven. Glenrothes liegt direkt westlich. Der größere Schwesterort Coaltown of Balgonie befindet sich etwa 1,5 Kilometer südwestlich am rechten Leven-Ufer. Die A911 (Milnathort–Windygates) passiert die Ortschaft und bindet sie an das Fernstraßennetz an. Bei Zensuserhebung 2001 lebten in Milton of Balgonie 371 Personen.

## Geschichte
Im späten 14. Jahrhundert entstand nahe der heutigen Ortschaft das Tower House Balgonie Castle. Seit Zeiten Karls I. gehörte die Länderei Balgonie zu den Besitztümern der Earls of Leven, die auch den nachgeordneten Titel Lord Balgonie führen. Im Jahre 1832 erwarb Charles Balfour von Whittingehame House das Anwesen. Wie der Namensbestandteil Milton („Milltown“) suggeriert, befanden sich im 19. Jahrhundert mehrere Textilmühlen sowie eine Kornmühle, die 1841 insgesamt 265 Arbeitsplätze boten, in der Ortschaft. Weitere Arbeitsplätze boten unter anderem Webereien und Spinnereien.